# Alexiane Thill
 (novembre 2020).
Si vous disposez d'ouvrages ou d'articles de référence ou si vous connaissez des sites web de qualité traitant du thème abordé ici, merci de compléter l'article en donnant les références utiles à sa vérifiabilité et en les liant à la section « Notes et références ».
Œuvres principales
- Série Les MacCoy

Alexiane Thill, née le 16 novembre 1993 à Orléans, est une romancière française de science-fiction.
Elle est surtout l'auteure de la saga Les Mac Coy, une série de romans historiques, qui ressuscite le fonctionnement ancestral et les traditions des clans écossais dont le clan Mac Coy.
Contrairement à la saga Outlander dont l'auteur, Diana Gabaldon, utilise l'artifice des cromlechs et des pierres précieuses pour faire voyager ses personnages dans le temps, Alexiane Thill a pris le parti d'une uchronie qui imagine l’Écosse du XXIe siècle encore dirigée par les clans dans l'ombre. Six tomes sont actuellement prévus.

## Œuvres

### SérieLes MacCoy
1. L'Ogre et le Chardon, Hugo Poche, 2019  (ISBN 978-2-7556-4167-7)
2. L'Ours et le Taureau, Hugo Poche, 2019  (ISBN 978-2-7556-4177-6)
3. La Louve et le Glaive, Hugo Poche, 2020  (ISBN 978-2-7556-4903-1)
4. La Biche et le Limier, Hugo Poche, 2021  (ISBN 978-2-7556-8953-2)
5. Le Trèfle et l'Agneau, Hugo Poche, 2022  (ISBN 9782755697940)

### SérieLe dernier conte
1. Pomme d’or
2. Rose rouge
3. Perle bleue
4. Ombre noire

### Romans indépendants
- Oom, Bookelis (d), 2020  (ISBN 979-10-359-4545-9)